# Evangeličanska cerkev, Hodoš
Evangeličanska cerkev je v naselju  Hodoš (madžarsko Őrihodos) in v Občini Hodoš.
Evangeličanska cerkvena občina Hodoš leži na skrajnem severnem delu Slovenije, tik ob madžarski meji.   Po številu članov spada med manjše verske občine.  Gmajno (cerkveno skupnost) sestavljajo verniki slovenske (Šalovci, Budinci, Dolenci) in madžarske narodnosti (Hodoš, Krplivnik).

## Prvi zgodovinski zapisi
Zgodovina te cerkvene občine je precej razgibana. Tako kot evangeličani drugod, so se morali tudi tukajšnji verniki boriti za svoje pravice. Prvi zapiski so zgoreli, tako da je leta 1370  ponovno omenjen kraj Hodoš. Tako je že v 14. stoletju obstajalo na območju stražne pokrajine Orseg naselje Hodoš, z madžarskim imenom Orihodos. Moč protireformacije so tudi v tej gmajni občutili vsi evangeličani. Zaradi svoje vere so morali veliko pretrpeti. Šele po tolerančnem patentu cesarja Jožefa II.  v letu 1781, so v Prekmurju začeli na novo organizirati evangeličanske cerkvene občine.

## Gradnja cerkve
Prva, leta 1783 zgrajena cerkev je začela propadati. Zato so začeli graditi novo cerkev iz lesa na opečnih temeljih. To cerkev so predali svojemu namenu leta 1823 (graditelj je bil Juri Cipot). K že stoječemu župnišču so leta 1833 zgradili še trisobno zgradbo iz opeke. V letu 1840 so začeli graditi novo cerkev iz opeke. Opeko so verniki pripravili sami. Darovali so tudi les, opravljali prevoze in pomagali pri gradnji. Tako je bila cerkev leta 1842 dograjena in leta 1843 blagoslovljena. Gre za še danes stoječo, po vrsti že tretjo hodoško evangeličansko cerkev. (Katoliška cerkev je stala na hribčku nad današnjo trgovino, katere temelje so odkrili arheologi v letu 1993). 
Po kratkem premoru so se verniki hodoške cerkvene občine ponovno odločili za gradnjo. Leta 1845 so začeli zidati šolo in stanovanje za kantor-učitelja.
Tedanji duhovnik Janoš Kardoš je v tem času spoznal, da majhen narod in mala verska skupnost, kakršna je bila tudi hodoška, imata in bosta imela svoj obstoj zagotovljen samo tako, če se osamosvojita in neprestano izobražujeta. Čeprav je deloval v verski občini, v kateri je bila večina vernikov madžarske narodnosti, je Kardoš veliko pisal in svoja dela objavljal v prekmurščini. V prekmurskem jeziku je sestavil cerkveno pesmarico, ki so jo uporabljali vse do leta 1970 in jo nekoliko predelano uporabljajo še zdaj. Napisal in prevedel je še veliko drugih knjig. Sestavljal je tudi šolske učbenike. Literarnemu delu je posvetil vse svoje moči, še posebej po letu 1860. Leta 1875 so se začeli pripravljati na gradnjo novega župnišča. Verniki sami so doma ročno izdelali 80 tisoč kosov opeke, prispevali so tudi les in opravljali potrebna fizična dela. (Ta zgradba stoji še danes in je po zgraditvi novega župnišča služila kot kantorsko stanovanje, t. i. »staro župnišče«). Župnišče je bilo hitro zgrajeno, čeprav se je z ustanovitvijo samostojne cerkvene občine v Domanjševcih leta 1870 število vernikov občutno zmanjšalo. Po tolerančnem patentu je v letih 1783/84 na Hodošu bila na novo organizirana tudi znana evangeličanska šola, druga po oživitvi evangeličanstva v Prekmurju (prva je bila organizirana v Puconcih). Poslopje je bilo leseno, krito s slamo. Leta 1845 je šola dobila zidano poslopje z eno učilnico in je slovela kot najsodobnejša v okolici. Težišče pouka je bilo na verouku in moralni vzgoji.

## Povojni čas
Po prvi svetovni vojni se je število članov hodoške cerkvene občine znova zmanjšalo. Z vzpostavitvijo nove državne meje so od nje odpadle nekatere vasi na Madžarskem.
Po drugi svetovni vojni je verski občini Hodoš ostalo le 10 hektarjev zemlje (od prejšnjih nad 100 hektarjev so ostale površine nacionalizirali - nasilno odvzeli), enako tudi ostale cerkvene zgradbe, razen šole v Šalovcih. Vojna vihra in izčrpanost ljudi se je poznala tudi na materialnem področju verske občine, vendar evangeličanski verniki kljub temu niso prenehali z delom za rast in napredek svoje gmajne. V letih 1960/61 so podrli staro, s slamo krito gospodarsko poslopje in sezidali novo. V letu 1962 so s pomočjo SLZ (Svetovne Lutheranske zveze) renovirali župnišče in kantorsko stanovanje. V letu 1964 je bila renovirana notranjost cerkve in speljana električna napeljava. Neslednjega, 1965. leta so dali popraviti orgle. Čez tri leta - 1968 - so prebarvali pločevinasto streho cerkvenega zvonika, v župnišče in kantorsko stanovanje so speljali vodovod.  

## Novejša zgodovina
Leta 1974 so se  ponovno odločili za veliko delo. S pomočjo evangeličanskih  verskih bratov  iz tujine, z lastnimi dobrovoljnimi sredstvi in delom, so začeli graditi novo župnišče z dvorano. Ta lepa in moderna zgradba je bila blagoslovljena ob navzočnosti domačinov, številnih gostov iz domovine in tujine v nedeljo 5. septembra 1976, ko so obenem počastili tudi 175. obletnico rojstva duhovnika Janoša Kardoša.   Leta 1985 so v celoti renovirali zunanjo in notranjo fasado cerkve. Dne 30. junija 1985. leta je bila svečana božja služba. Obred blagoslovitve obnovljene cerkve je v prisotnosti številnih domačih in tujih gostov opravil senior Ludvik Novak. Istočasno z blagoslovitvijo je gmajna proslavila tudi 200. obletnico svojega obstoja.
Iz namensko darovanih dobrovoljnih prispevkov vernikov so na Hodošu elektrificirali zvonove (1987), pot od župnišča do cerkve, kupili so nov harmonij (1989), istega leta je bilo asfaltirano dvorišče župnišča.  V času vojne na Hrvaškem je cerkvena občina na Hodošu v začetku septembra 1991 dala svoje prazno župnišče na razpolago »Binkoštni teološki fakulteti« iz Osijeka, za več kot 60 študentov, profesorjev in drugega osebja, ki so na Hodošu prebivali do konca junija 1992.
Zbrani so bili  z vseh koncev sveta (Amerike, Rusije, Letonije, Etiopije, Romunije) Zanje so skrbeli hodoški verniki  in jih dobrovoljno oskrbovali s hrano in drugim potrebnim. Leta 1992 so iz lastnih, dobrovoljnih prispevkov delno renovirali notranjost cerkve. Dne  20. junija 1993 je cerkvena občina Hodoš obhajala 150-obletnico cerkve.

## Arhitektura cerkve
Cerkev je postbaročna. Zgrajena je med letoma 1840 in 1842 in je enoladijska. Zvonik ima na zahodu, zakristijo pa na vzhodu. Fasada je razčlenjena s   pilastri (iz stene nekoliko izstopajoč pas ) in podstrešnim vencem.  Okrog cerkve je lipov nasad z nepozidano okolico.